# Forever Alone. Immortal
Forever Alone. Immortal – pierwszy album studyjny polskiej grupy muzycznej Lux Occulta. Wydawnictwo ukazało się we wrześniu 1996 roku nakładem wytwórni muzycznej Pagan Records. Nagrania zostały zarejestrowane i zmiksowanie pomiędzy marcem a kwietniem 1996 roku w Manek Studio w Sanoku. Kompozycje zostały ponownie zmiksowanie i zmasterowane w Zmora Studio w lipcu 1996 roku.

## Lista utworów
Opracowano na podstawie materiału źródłowego.
| Nr | Tytuł utworu                                    | Słowa                        | Muzyka      | Długość |
| -- | ----------------------------------------------- | ---------------------------- | ----------- | ------- |
| 1. | „The Kingdom Is Mine (I Saw The Beginning)”     | Jarosław Szubrycht           | Lux Occulta | 06:49   |
| 2. | „Homodeus (Throne Of Fire)”                     | Jarosław Szubrycht           | Lux Occulta | 11:39   |
| 3. | „Sweetest Stench Of The Dead (The Battlefield)” | Jarosław Szubrycht           | Lux Occulta | 11:53   |
| 4. | „The Third Eye (Illuminatio)”                   | Jarosław Szubrycht           | Lux Occulta | 09:37   |
| 5. | „Apokathastasis (Out Of Chaos)”                 | Jarosław Szubrycht           | Lux Occulta | 07:26   |
| 6. | „Bitter Taste Of Victory”                       | Jarosław Szubrycht           | Lux Occulta | 08:43   |
| 7. | „Burn (bonus)”                                  | 'The Sisters of Mercy' cover | Lux Occulta | 05:11   |
|    |                                                 |                              |             | 1:01:18 |

## Twórcy
Opracowano na podstawie materiału źródłowego.
| Zespół Lux Occulta w składzie - Jarosław "Jaro.Slav" Szubrycht - wokal prowadzący - Piotr "Peter" Szczurek - gitara rytmiczna - Grzegorz "G. Ames" Kapłon - gitara prowadząca - Jerzy "U.reck" Głód - instrumenty klawiszowe, gitara akustyczna - Jackie - gitara basowa - Aemil - perkusja |  | Dodatkowi muzycy - Barbara Pizun - flet - Ewa Pogwizd - wiolonczela - Damian Kurasz - gitara prowadząca (solo gitarzowe w utworze 2) Produkcja - Mariusz Kurasz - produkcja muzyczna - Andrzej Rdultowski - mastering, miksowanie - Marquiz - ilustracje - Boguslaw Szczurek - zdjęcia - Maciej Plesniak - zdjęcia |